# Gambit (còmic)
Gambit (Remy Etienne LeBeau) és un personatge de ficció que apareix en els còmics estatunidencs publicats per Marvel Comics, sovint en associació amb els X-Men. El personatge va ser creat pel guionista Chris Claremont i pel dibuixant Jim Lee. Dibuixat per Mike Collins, Gambit va fer el seu debut a Uncanny X-Men Annual nº14 (juliol de 1990) i a Uncanny X-Men nº266 (agost de 1990).
Gambit és part de la subespècie d'humans dita mutants, aquells que naixen amb habilitat sobrehumanes. Gambit té l'habilitat de crear, controlar, i manipular pura energia cinètica al seu antull. També és increïblement hàbil en el llançament de cartes, en el combat cos a cos, i en l'ús d'una vara bō. Gambit és conegut per llançar cartes i altres objectes mitjançant l'energia cinètica, utilitzant-los com a projectils explosius.
Fou part d'un gremi de lladres abans de convertir-se en membre dels X-Men. Donada la seva història, pocs X-Men confiaven en Gambit quan es va incorporar al grup. Ço va ser un punt de conflicte constant amb la seva eventual muller Rogue. Això es va agreujar quan es van revelar les connexions de Gambit amb el dolent Míster Sinistre, tot i que alguns membres del seu equip acceptaren que Gambit busqués la redempció. Sovint retratat com un faldiller, al llarg dels anys Gambit ha mostrat un costat més vulnerable; especialment quan es tracta de Rogue. Gambit se manté molt orgullós de la seva herència cajun (ètnia de Louisiana) i parla amb un accent d'allí.
Des del seu debut, Gambit ha aparegut en diverses sèries de còmic en solitari. A partir de 2013 hi ha hagut tres intents d'un títol en curs protagonitzat pel personatge. Gambit també ha tingut dues minisèries i ha aparegut de manera destacada a Gambit & the X-Ternals, el títol de substitució de X-Force durant l'Age of Apocalypse (Edat de l'Apocalipsi). Ha aparegut en diverses sèries animades i videojocs dels X-Men. A pesar de no aparèixer en les tres primeres pel·lícules X-Men, Gambit va aparèixer en el film de 2009 X-Men Origins: Wolverine, interpretat per Taylor Kitsch.

## Història de la publicació
Després d'una breu aparició a Uncanny X-Men Annual nº14 (juliol de 1990), el primer paper principal de Gambit va ser en Uncanny X-Men vol. 1 nº266 (agost de 1990). Perquè la història en l'anual té lloc després de la història del nº266, hi ha cert debat entre els col·leccionistes sobre quin número és la "veritable" primera aparició. Gambit es va unir als X-Men i va aparèixer en quasi tots els números des d'Uncanny X-Men nº281 fins al canvi amb el títol X-Men. Quan Storm va crear una escissió en la recerca dels diaris de Destiny (en el títol X-Treme X-Men), Gambit es va unir a ella en el nº5 i va coprotagonitzar la resta de les sèries.
Gambit ha protagonitzat o coprotagonitzat quatre mini-sèries:
- Gambit Volum Un (publicat el 1993) i Gambit Volum Dos (publicat el 1997) va explorar el misteriós passat del personatge i els seus llaços amb el gremi de lladres de Nova Orleans.
- Wolverine/Gambit: Victims equip de dos populars X-Men en un misteri relacionat amb un Jack l'Esbudellador modern.
- Gambit and Bishop es va anunciar com a seqüela de la primera sèrie del personatge[6] i apareixen els dos X-Men davant el retorn de Stryfe.

Gambit ha protagonitzat tres sèries en curs. La primera, que va durar 25 números i dos anuals, va publicar-se del febrer de 1999 fins al febrer de 2001. La segona va durar dotze números i va anar des del novembre de 2004 fins a l'agost de 2005. La tercera va durar disset números, i va anar de l'agost de 2012 fins al setembre de 2013.
A més a més, Gambit & the X-Ternals, publicada el 1995, comptava amb un grup de mutants renegats liderats per Gambit que havien estat vivint al marge de la llei durant l'Age of Apocalypse. El 2009, el passat de Gambit va ser explorat en el one-shot X-Men Origins: Gambit. El 2010, el one-shot "Curse of the Mutants: Storm & Gambit" va ser publicat. El juny de 2011 va coprotagonitzar X-Men: Legacy.
Va ser anunciat a la convenció C2E2 per part de Marvel Comics que l'agost de 2012 Gambit tindria la seva pròpia sèrie de còmic en solitari, que el portaria a les seves arrels com un lladre expert carismàtic, guai, i mutant; la sèrie estaria escrita per James Asmus i dibuixada per Clay Mann. En ser preguntat sobre la sèrie Asmus va dir, "Aquest còmic se centra en els dos aspectes més importants de Gambit: nº1, que és atractiu, i nº2, que és el lladre més canyero de l'univers Marvel." Marvel va cancel·lar la sèrie després del nº17.
Gambit va ser un dels personatges principals en la sèrie de 2013 All-New X-Factor escrita per Peter David i dibuixada per Carmine Di Giandomenico. La sèrie va ser cancel·lada després del nº20, amb David suggerint que passaria una bona estona abans que Marvel tornés a considerar Gambit en el paper estrella (a causa d'unes vendes relativament baixes en aquest títol i en els títols anteriors).
L'octubre de 2017 Gambit va co-protagonitzar un títol amb el seu interès amorós Rogue dit Rogue and Gambit, que va ser publicat el 2018.